# Ремесла германських племен

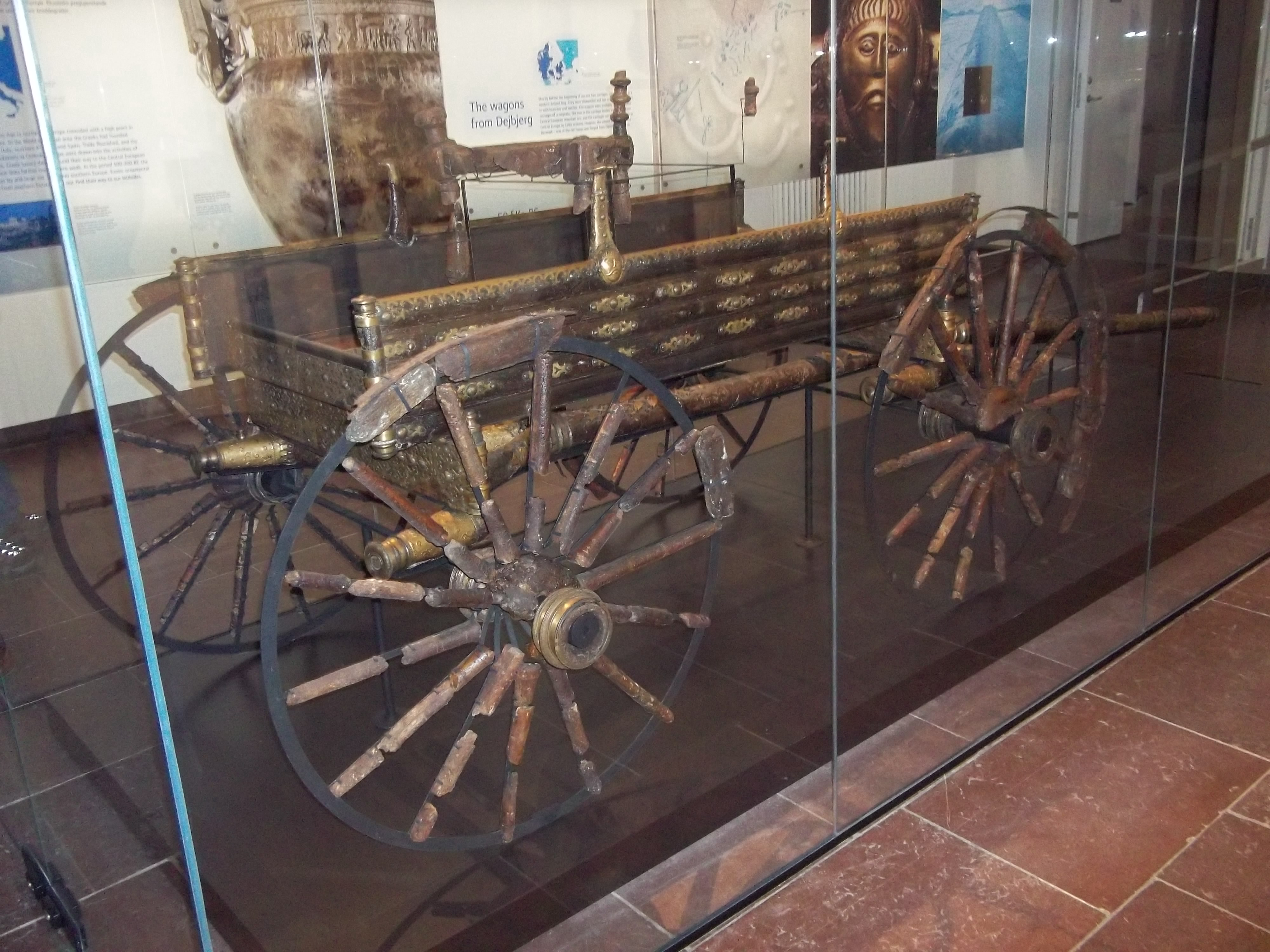
Віз із Дейбьєргу, Національний Музей Данії

Германці (лат. Germani) — група племен, яка належить до індоєвропейської мовної сім'ї , що утворилася наприкінці новокам'яної доби з носіїв культур мегалітів, лійчастого посуду, шнурової кераміки, та бойових сокир. Спочатку вони заселяли Південну Скандинавію, Данію, Шлезвіг. Пізніше, в І ст., проживали на досить обширній території — між Рейном і Віслою, із заходу на схід, між Дунаєм на півдні і Північним та Балтійським морями на півночі.
Рівень розвитку цих племен був дуже різний, але до моменту масових вторгнень варварів на територію імперії в IV-VI ст. всі вони в тій чи іншій мірі і формі виявляли ознаки формування державності, причому поступово дедалі очевиднішою ставала феодальна спрямованість змін, що відбуваються. У германців ця тенденція простежується з особливою ясністю.
Як господарський лад, так і ремесла, якими займались племена древніх германців залишається предметом гострих історіографічних дискусій, що зумовлено насамперед станом джерел. Але все ж таки археологія та праці римлян дают нам можливість мати більш менш комплексне уявлення про ремесла Германців. Німцям були відомі різні ремесла. Крім ткацтва, вони знали виробництво мила і барвників для тканин; деяким племенам було відомо гончарство, видобуток і обробка металів, а ті, які жили по узбережжю Балтійського і Північного морів, займалися також суднобудуванням і рибальством.

## Ковальство
Ковальство, скоріш за все було на достатньо низькорозвиненому рівні. Так германцям очевидно було відоме залізо, але використовували вони його не надо широко, про це свідчить мала кількість археологічних знахід залізних виробів цього періоду на територіях розселення германських племен,так і свідчення Тацита про цей момент:
«Та й залізо, судячи зі зброї, яку вони виготовляють, у них не
в надлишку. Рідко хто користується мечами і списами великого розміру;
вони мають при собі списи, або, як самі називають їх на своєму
мовою, Фрам, з вузькими і короткими наконечниками, однак
настільки гострими і зручними в бою, що тією ж зброєю, в
залежності від обставин, вони борються як на дистанції, так і в
рукопашній сутичці.» - Тацит,"Германія".Розділ 6.
Також Тацит свідчить про те, що виготовлення якихось прикрас, чи взагалі обробка дорогоцінних металів у Германців досить слабо розвинена:
«У золоті та сріблі боги їм відмовили, не
знаю, з прихильності до них або у гніві на них. Однак я не
наважуюся стверджувати, що в Німеччині не існує жодної
золотоносної або срібної жили; адже хто там їх розшукував?
Германці настільки ж мало дбають про володіння золотом і сріблом,
як і про вживання їх в своєму побуті.» - Тацит, "Германія".Розділ 5.

## Кораблебудування
Найдавніші відомі нам в північних водах човна - це ті, що зображені на численних наскельних малюнках Норвегії та Швеції. Значна частина найцікавіших пам'яток датується бронзовою епохою і перехідною епохою від бронзової до залізної доби. Найчастіше на них показані широкі кораблі з квадратним остовом, зазвичай піднесеним у носа і корми, Профіль цього відповідає кораблю, зробленому з шкір, натягнутих на дерев'яну основу. Подібні човни могли служити для досить коротких подорожей, пов'язаних з ловом риби і полюванням на тюленів, і подібні суденця ще зовсім недавно використовували народи, що живуть біля Полярного кола. Точно не відомо, коли на півночі з'явилися човни, зроблені повністю з дерева. Однак в море на такому човні виходити марно. Для мореплавання були потрібні човни з дощок, і вперше вони, можливо, з'явилися в кінці бронзового століття.
Найдавнішаий більш-менш повний дощатий човен, який дійшов до нас, - це корабель залізної доби з Йортспрінга (Альс). Він датується приблизно 200 р. До н.е. Човен затопили в торф'яному болоті разом з величезним запасом зброї та обладунків в якості жертвоприношення. Таким чином, корабель також був знаряддям війни. Довжина човна з Йортспрінга становить 58 футів в довжину; можливо, на ній плавала команда числом близько 20 чоловік. Він був побудований з п'яти широких і тонких дощечок; одна з них, на дні човна, утворювала кіль, і над нею з кожного боку було ще по дві дошки. Кільова дошка і планшир виступали за межі корпусу як на носі, так і на кормі, надаючи човну характерний профіль, який ми можемо бачити на більш пізніх наскельних зображеннях. Дошки (пояса обшивки), з яких складався корпус, зшивали разом шнуром, а дірки латали смолою. Внутрішній корпус складався з ребер, зроблених з тонких горіхових гілок, міцно приєднаних до обшивки. На деякій відстані один від одного посередині корабля ставилися розпірки, що збільшували міцність судна. Для виготовлення цього настільки корисного і хитромудрого човна не треба було жодного залізного цвяха або якої-небудь іншої залізної деталі. Як і на човнах бронзового століття, зображених на наскельних малюнках, тут не було ніякої щогли. Човен рухався вперед виключно за допомогою незафіксованих весел типу байдаркових (їх було близько двадцяти). Судном управляли за допомогою керма як на кормі, так і на носі.

## Ткацтво
Мистецтво ткацтва було також високо розвинене, що демонструє високоякісний одяг з Торсбьерга і Венемоора (Ольденбург). Як правило, одяг виготовлявся членами сім'ї. Розкопки на поселеннях іноді дозволяють виявити одну або кілька хатин, що служили в якості ткацької майстерні; їх визначають по прясельцем, які лежать на підлозі. Такі предмети, як шкіряне взуття і пояси, також виготовлялися домашнім способом, хоча якась частина роботи по шкірі, наприклад виготовлення збруї і покриттів для щитів, можливо, була в руках фахівців.

## Інші ремесла

### Теслярство
Безумовно, виготовлялися і дерев'яні судини високої якості. Прекрасні зразки чаш, тарілок і фляжок ясно говорять про те, що давніх германцям був знайомий токарний верстат. З дерева виготовлявся широкий асортимент предметів, в тому числі деталі озброєння, відра, кубки і тарілки.

### Робота по кістці та рогу
Ремісники, які працювали по кістці і рогу, створювали безліч предметів для повсякденного вжитку: гребені, шпильки для одягу, ручки ножів. Більшість предметів повсякденного вжитку вироблялося на місці, в громадах, проте в деяких поселеннях, наприклад Феддерзен-Вірд, на службі у місцевого вождя перебували спеціальні ремісники, що працювали, зокрема, по кістки.